# Тинский сельсовет (Нижнеингашский район)
Тинский сельсовет — сельское поселение в Нижнеингашском районе Красноярского края.
Административный центр — село Тины.

## История
Статус и границы сельского поселения установлены Законом Красноярского края от 3 декабря 2004 года № 12-2637 «Об установлении границ и наделении соответствующим статусом муниципального образования Нижнеингашский район и находящихся в его границах иных муниципальных образований»

## Население
| 2010 | 2012  | 2013  | 2014  | 2015  | 2016  | 2017  |
| ---- | ----- | ----- | ----- | ----- | ----- | ----- |
| 2728 | ↗2748 | ↘2724 | ↘2638 | ↘2569 | ↘2490 | ↘2438 |

## Состав сельского поселения
В состав сельского поселения входят 4 населённых пункта:
| № | Населённый пункт | Тип населённого пункта       | Население |
| - | ---------------- | ---------------------------- | --------- |
| 1 | Догадаево        | посёлок                      | 12        |
| 2 | Елизаветка       | деревня                      | 76        |
| 3 | Поймо-Тины       | посёлок                      | 1234      |
| 4 | Тины             | село, административный центр | 1406      |